# La Frime
Albums de Léo Ferré
La musica mi prende come l'amore
(1977) Il est six heures ici et midi à New York
(1979)
La Frime est un album de Léo Ferré, paru en 1977.

## Titres
Textes et musiques sont de Léo Ferré.
| 1. | Les Artistes       | 4:54 |
| 2. | C'est fantastique  | 4:54 |
| 3. | La Jalousie        | 3:38 |
| 4. | Tu penses à quoi ? | 4:45 |
| 5. | Allende            | 4:25 |

| 6. | La Frime                                       | 4:06 |
| 7. | À vendre                                       | 7:00 |
| 8. | Peille                                         | 5:30 |
| 9. | Quand je fumerai autre chose que des Celtiques | 4:21 |

## Musiciens
- Chœurs & Orchestre symphonique de Milan

## Production
- Orchestrations et direction musicale : Léo Ferré
- Prise de son : Davide Marinone
- Production exécutive : Detto Mariano
- Crédits visuels : Jacques Deroost (recto pochette), Honoré Daumier (verso pochette)